# Pterogenia variipennis
Pterogenia variipennis är en tvåvingeart som beskrevs av Walker 1861. Pterogenia variipennis ingår i släktet Pterogenia och familjen bredmunsflugor. Inga underarter finns listade i Catalogue of Life.